# Glossophaga
Glossophaga és un gènere de ratpenats de la família dels fil·lostòmids, que viu a Centreamèrica i l'extrem nord de Sud-amèrica

## Taxonomia
- Ratpenat llengut de Commissaris (Glossophaga commissarisi)
- Ratpenat llengut de Davis (Glossophaga leachii)
- Ratpenat llengut de Miller (Glossophaga longirostris)
- Ratpenat llengut mexicà (Glossophaga morenoi)
- Ratpenat llengut de Pallas (Glossophaga soricina)